# Tratados de Bridgewater

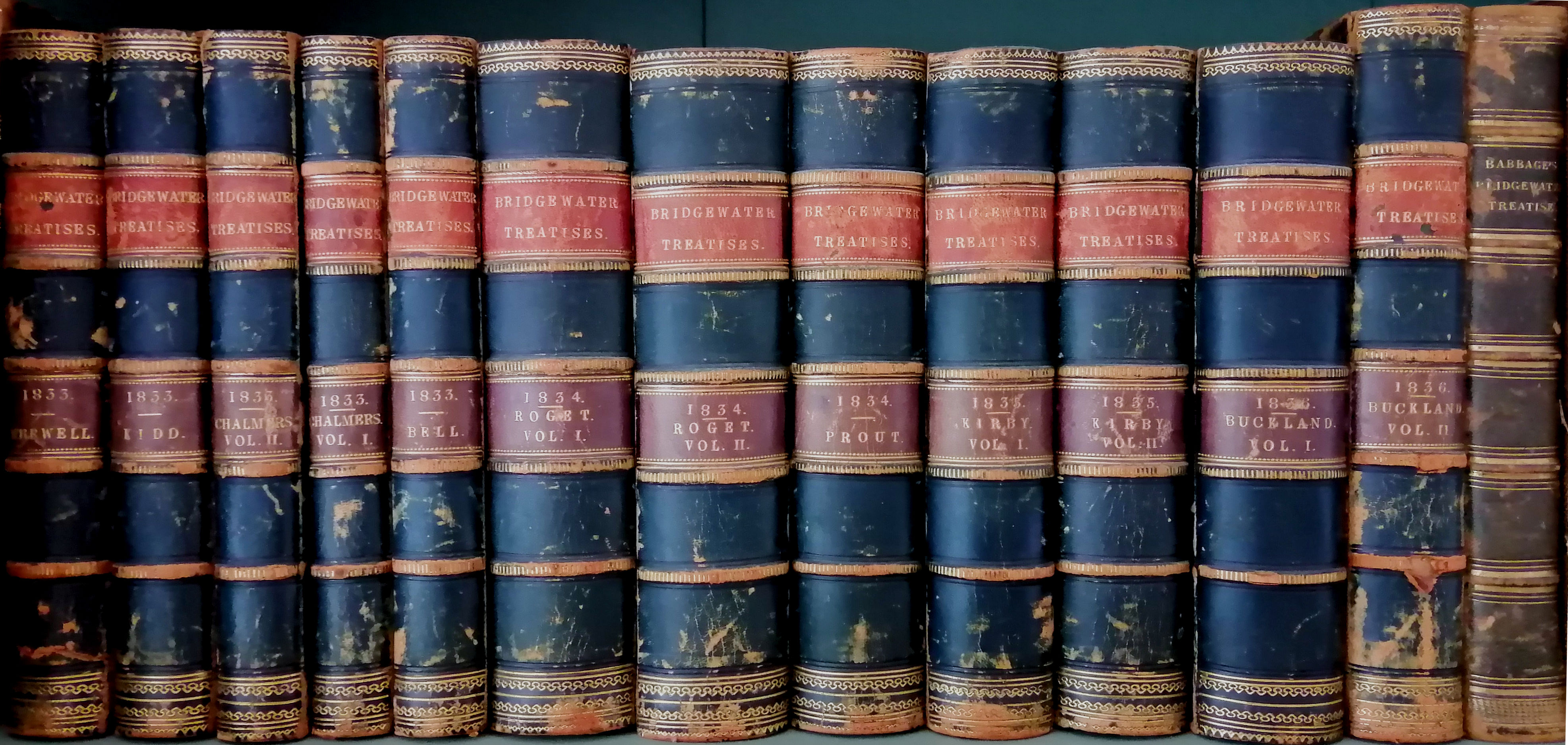
Um conjunto dos Tratados de Bridgewater, encapados em couro, juntamente com o Nono Tratado de Bridgewater de Charles Babbage

Os Tratados de Bridgewater (1833 a 1836) são uma série de oito obras que foram escritas por importantes figuras científicas nomeadas pelo Presidente da Royal Society em cumprimento a um legado de 8 mil libras esterlinas, feito por Francis Henry Egerton, 8.º Conde de Bridgewater, para um trabalho sobre "o Poder, a Sabedoria e a Bondade de Deus, conforme manifestados na Criação". Apesar de volumosa e cara, a série foi muito lida e discutida, tornando-se uma das mais importantes contribuições para a literatura vitoriana sobre a relação entre religião e ciência. Eles causaram tanto impacto que Charles Darwin começou A Origem das Espécies com uma citação do Tratado de Bridgewater de William Whewell.

## O legado de Bridgewater
Antes de se tornar inesperadamente o 8.º Conde de Bridgewater em 1823, Francis Henry Egerton passou a maior parte de sua vida como pároco ausente. Ele publicou trabalhos de erudição clássica e outros elogiando as realizações históricas de sua família, incluindo as do primo de seu pai, Francis Egerton, 3.º Duque de Bridgewater, o "pai da navegação interior britânica". Em 1781, foi eleito membro da Royal Society; depois de 1802 viveu principalmente em Paris, onde acumulou uma coleção de manuscritos posteriormente doados ao Museu Britânico e ganhou reputação de excêntrico. Ele morreu em fevereiro de 1829, deixando um testamento datado de 25 de fevereiro de 1825, no qual determinava que 8 mil libras esterlinas seriam usados pelo presidente da Royal Society para nomear uma "pessoa ou pessoas".
escrever, imprimir e publicar mil cópias de uma obra Sobre o Poder, Sabedoria e Bondade de Deus, conforme manifestado na Criação; ilustrando tal trabalho por todos os argumentos razoáveis, como, por exemplo, a variedade e formação das criaturas de Deus nos reinos animal, vegetal e mineral; o efeito da digestão e, portanto, da conversão; a construção da mão do homem e uma variedade infinita de outros argumentos: como também por descobertas, antigas e modernas, nas artes, ciências e toda a extensão da literatura.
O presidente da Royal Society na época era Davies Gilbert, que procurou a ajuda do arcebispo da Cantuária, William Howley, e do bispo de Londres, Charles James Blomfield, na seleção dos autores. Os nomeados, com os títulos e datas de seus tratados (em tradução livre), foram:
1. A adaptação da natureza externa à condição moral e intelectual do homem (1833), de Thomas Chalmers, DD;
2. Sobre a adaptação da natureza externa à condição física do homem (1833), de John Kidd, MD;
3. Astronomia e Física Geral consideradas com referência à Teologia Natural (1833), de William Whewell, DD;
4. A mão, seu mecanismo e dotes vitais como design evidenciador (1833), do Sr. Charles Bell;
5. A Fisiologia Animal e Vegetal considerada com referência à Teologia Natural (1834), de Peter Mark Roget;
6. Geologia e Mineralogia consideradas com referência à Teologia Natural (1836), de William Buckland, DD;
7. Sobre a História, Hábitos e Instintos dos Animais (1835), de William Kirby;
8. Química, Meteorologia e a Função da Digestão, consideradas com referência à Teologia Natural (1834), de William Prout, MD.

Em meio a um movimento de reforma na Royal Society e um clamor em torno da Lei de Reforma de 1832, a administração do legado foi amplamente criticada. O calibre e a reputação dos autores eram, no entanto, de alto nível, e eles incluíam várias figuras científicas notáveis da época.

## Os Tratados de Bridgewater
Os oito autores indicados para escrever os Tratados de Bridgewater receberam pouca orientação sobre o que se esperava deles, e os trabalhos individuais foram variados. Em particular, embora a série às vezes tenha sido vista principalmente como uma contribuição à teologia natural, os autores não concordaram sobre até que ponto os humanos poderiam adquirir conhecimento de Deus por observação e raciocínio sem a ajuda do conhecimento revelado. Em vez disso, a série ofereceu "um epítome funcional de cada um dos principais ramos da ciência natural, e esperava-se que seu impacto final demonstrasse o significado mais elevado da ordem da natureza e [...] 'enobrecer' a descoberta empírica da moralidade."

### Professores clericais: Whewell e Chalmers

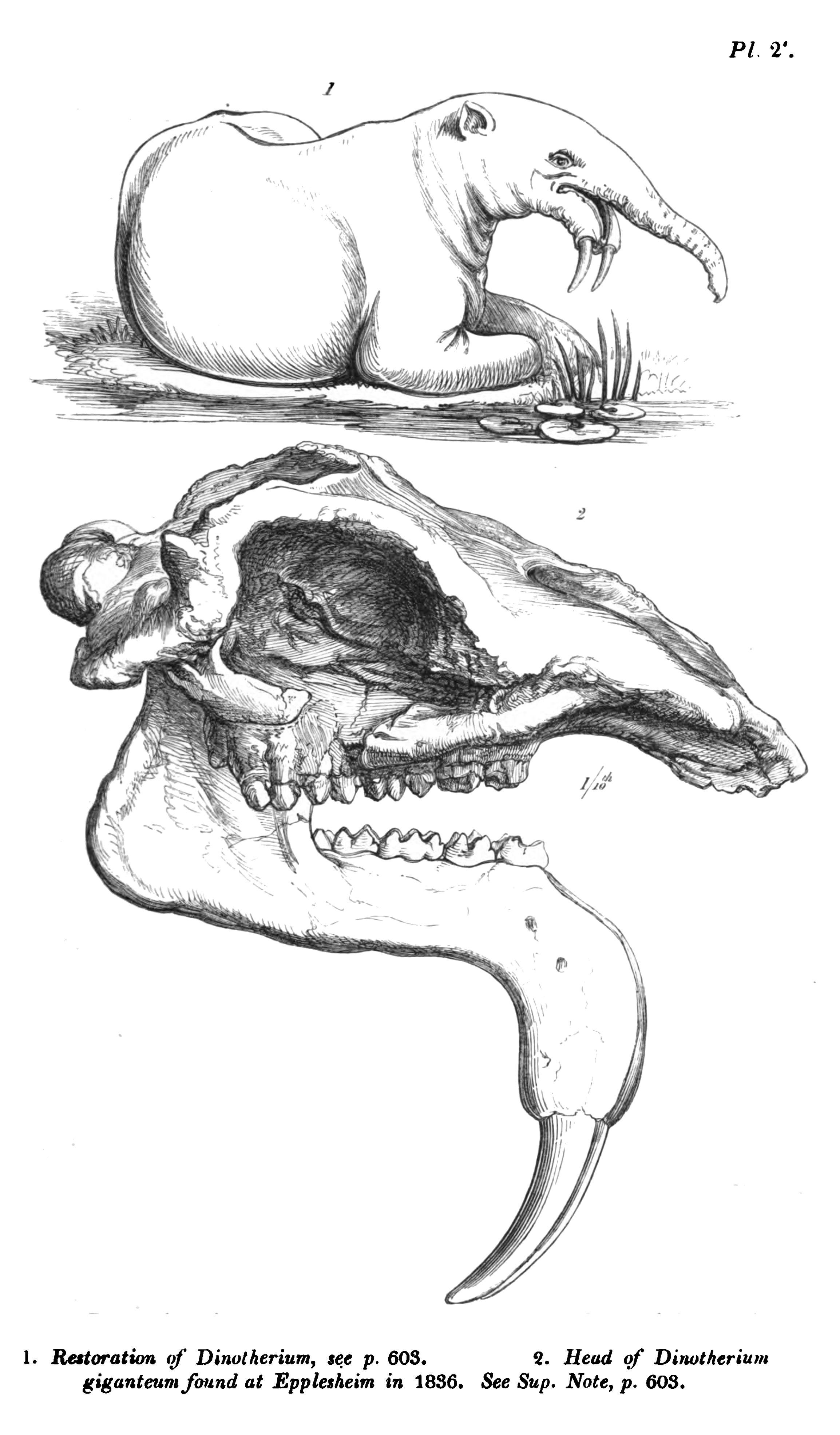
Ilustração de restos mortais e uma reconstrução do Dinotherium da primeira edição dos EUA do Tratado de Bridgewater, de William Buckland (1837)

Os tratados dos professores universitários teologicamente capazes, William Whewell e Thomas Chalmers, foram os que ofereceram a maior sofisticação teológica. Em seu trabalho sobre "astronomia e física geral", Whewell afirmou que seu propósito era "levar os amigos da religião a olhar com confiança e prazer para o progresso das ciências físicas, mostrando quão admirável cada avanço em nosso conhecimento do universo harmoniza com a crença em um Deus muito sábio e bom." Em particular, ele argumentou que a visão científica de que a natureza era "governada por leis" não estava em desacordo com a crença em um criador, um argumento usado posteriormente por Charles Darwin. O tratado do clérigo escocês Thomas Chalmers sobre "a constituição moral e intelectual do homem" argumentou que a consciência humana e o mecanismo da sociedade manifestavam as qualidades morais de Deus, baseando-se fortemente em suas opiniões publicadas anteriormente como um economista político malthusiano. No entanto, ele colocou limites severos à teologia natural em um capítulo final sobre "os defeitos e usos da teologia natural".

### Médicos: Kidd e Bell, Roget e Prout
Os dois professores de medicina, John Kidd e Charles Bell, escreveram contribuições mais curtas e teologicamente leves. O trabalho de Kidd, sobre a "constituição física do homem", foi considerado "mas um valor moderado de mil libras", Como Bell, cujo assunto limitado era "a mão", Kidd se propôs a mostrar que os desenvolvimentos modernos em anatomia não apoiava nem o materialismo nem a transmutação das espécies; pelo contrário, confirmava a crença na realidade do desígnio divino. Os outros dois autores médicos, Peter Mark Roget e William Prout escreveram contribuições mais longas considerando como o surgimento de leis fisiológicas aumentou a crença no desígnio divino, em vez de diminuí-la. Em seu tratado sobre "fisiologia animal e vegetal", Roget argumentou que as leis da "anatomia filosófica" forneciam uma visão mais ampla da ação divina. O tratado de Prout sobre "química, meteorologia e a função da digestão" era mais ambivalente, argumentando que a ação de Deus era notavelmente evidente nas leis da ação química, mas também que muitos fenômenos pareciam subverter as leis gerais.

### A Bíblia e a ciência: Kirby e Buckland
Os dois últimos tratados, os de William Kirby e William Buckland, abordaram a relação da Bíblia com o método científico, mas de perspectivas muito diferentes. O tratado do alto clérigo Kirby sobre a "história, hábitos e instintos dos animais" começou com uma citação do naturalista alemão Heinrich Moritz Gaede afirmando: "É a Bíblia na mão que devemos entrar no augusto templo da natureza." Um seguidor da visão do teólogo John Hutchinson (1674-1737) de que a Bíblia contém significados simbólicos ocultos, ele argumentou que os naturalistas modernos, como o transmutador Jean-Baptiste Lamarck, se perderam ao não honrar a Bíblia. Em contrapartida, o professor de geologia da Universidade de Oxford, Rev. William Buckland, declarou em seu primeiro capítulo que não havia nada na Bíblia que sugerisse que a Terra não pudesse ter idades. Aceitar os fatos da geologia apenas fortaleceu o cristianismo, afirmou ele, oferecendo novas evidências de design e refutando a ideia da transmutação das espécies.
Abrangendo as ciências, os Tratados de Bridgewater adotaram abordagens diferentes para tentar demonstrar como a ciência apoiava o cristianismo. Tomados como um todo, eles tendiam a sugerir que nem as leis naturais nem um processo histórico de criação eram inconsistentes com o cristianismo. No entanto, eles se opuseram tanto ao materialismo quanto à transmutação das espécies.

## Desempenho comercial e repercussão

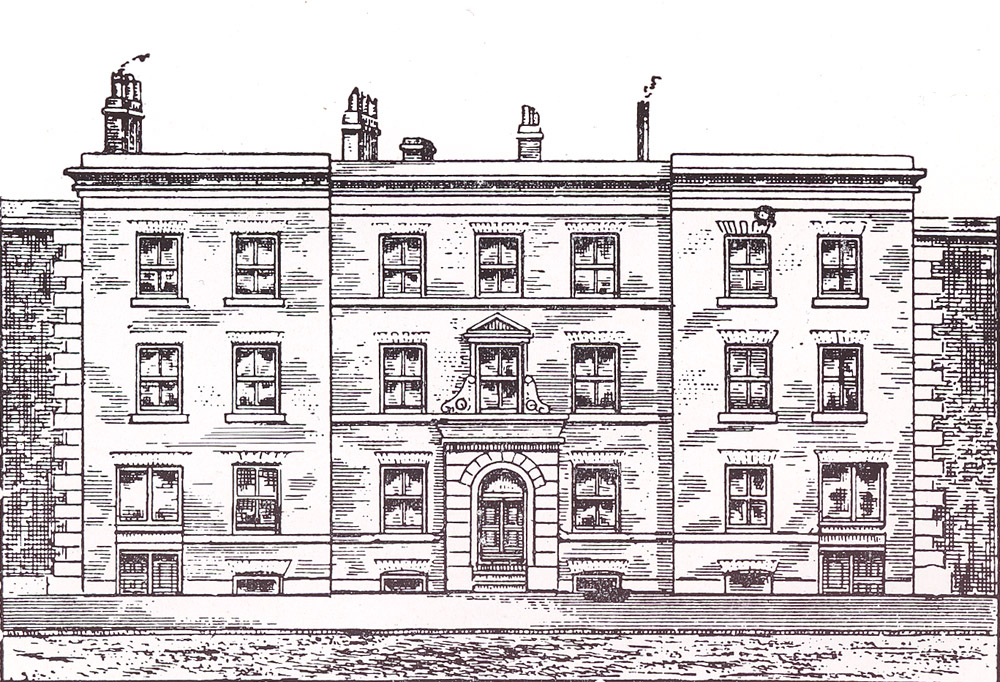
Um dos Institutos de Mecânica na cidade de Manchester (foto registrado em 1825), local onde foi adquirido os Tratados de Bridgewater

Os Tratados de Bridgewater foram publicados pelo editor londrino William Pickering e, embora fossem muito caros (custavam entre 9 xelins e 6 centavos e 1 10 libras), venderam muito rapidamente. O tratado de Buckland sobre geologia vendeu uma primeira edição de cinco mil cópias imediatamente e uma segunda edição do mesmo tamanho foi imediatamente produzida. A série foi amplamente revista e relançada, e os tratados também foram comprados por um grande número de bibliotecas, incluindo as bibliotecas dos Institutos de Mecânica. Em 1836, Thomas Dibdin considerou que os Tratados de Bridgewater foram criados para "atravessar toda a parte civilizada do globo". As vendas diminuíram na década de 1840, mas a série foi reeditada na Biblioteca Científica de Henry Bohn na década de 1850, com alguns dos tratados permanecendo impressos na década de 1880. Os Tratados de Bridgewater foram relançados nos Estados Unidos pelas editoras Harper & Bros. de Nova Iorque e Carey, Lea e Blanchard, da Filadélfia. Eles foram traduzidos para o alemão pelo editor de Stuttgart, Paul Neff, e alguns dos tratados foram publicados em francês, holandês e sueco.
As obras são de mérito desigual e atraíram críticas de vários pontos de vista. Alguns comentaristas religiosos os criticaram por enfatizar demais a teologia natural, por distrair os leitores das reivindicações da Bíblia ou por minar a autoridade bíblica. Alguns comentaristas científicos atacaram suas visões particulares sobre a ciência. Robert Knox, um cirurgião de Edimburgo e grande defensor da morfologia radical, referiu-se a eles como os "Tratados de Bilgewater", para zombar do que chamou de "escola ultra-teleológica" de anatomia. Embora memorável, essa frase enfatiza demais a influência da teleologia na série, em detrimento do idealismo de nomes como Kirby e Roget. A série, no entanto, provou ser muito bem-sucedida em transmitir a impressão de que a ciência moderna estava em harmonia com o cristianismo protestante e se tornou um emblema dessa harmonia na Grã-Bretanha vitoriana e além.
O grande sucesso da série levou os autores a publicar obras de imitação. O mais famoso deles foi de Charles Babbage e apelidado de The Ninth Bridgewater Treatise: A Fragment (1836). Como afirma o prefácio de Babbage, este volume não fazia parte da série, mas sim suas próprias considerações sobre o assunto escritas em resposta à afirmação no tratado de Whewell de que "Podemos, portanto, com a maior propriedade, negar aos filósofos mecânicos e matemáticos de ultimamente nenhuma autoridade no que diz respeito aos seus pontos de vista sobre a administração do universo." Babbage baseou-se em seu próprio trabalho sobre motores de cálculo para representar Deus como um programador divino estabelecendo leis complexas como base do que consideramos milagres, em vez de produzir milagrosamente novas espécies por capricho criativo. Um suplemento fragmentário do Fragmento de Babbage por Thomas Hill foi publicado postumamente.